# Pflanzenblindheit
Die Pflanzenblindheit ist eine informell vorgeschlagene Bezeichnung eines Wahrnehmungsfehlers, der im weitesten Sinne zur Folge hat, dass Menschen Pflanzen ignorieren. 
Im Besonderen führt sie dazu, dass:
- Pflanzen in der Umgebung nicht wahrgenommen werden
- die Bedeutung der Pflanzen nicht registriert wird
- Pflanzen – gegenüber Tieren – als minderwertige Lebewesen wahrgenommen werden
- Menschen unfähig sind, die Merkmale von Pflanzen und Pflanzenarten festzustellen

Der Begriff plant blindness wurde 1999 in einem Aufsatz der beiden Botaniker und Biologielehrer James H. Wandersee und Elisabeth E. Schussler geprägt. In einem Experiment mussten Probanden sich an die Namen von je 25 sehr bekannten Tier- und Pflanzenarten erinnern, die ihnen auf Bildern gezeigt wurden. Es handelte sich dabei um Pflanzen wie Kürbis, Sonnenblume, Kaktus, Mais und dergleichen. Dabei erinnerten sich die Versuchspersonen wesentlich schlechter an Pflanzen- als an Tiernamen, wobei es keinen Unterschied machte, ob der Proband ein Botanik- oder ein Psychologiestudent war.

## Ursachen
Zwei Ursachen werden als Ursachen der Pflanzenblindheit diskutiert:
Menschliche Natur
Der Sehsinn der Menschen (und auch vieler Tiere) ist darauf optimiert, farbliche Unterschiede, Bewegungen und Ähnlichkeiten zu erkennen ― alles, was viele Tiere benötigen, um Gefahren und Nahrungsquellen zu erkennen. Da Pflanzen – abgesehen von ihren Früchten – nicht in dieses Schema passen, wird ihre Anwesenheit vom Sehsinn vernachlässigt.
Menschliche Kultur
In nicht wenigen indianischen und indigenen Völkern spielen Pflanzen eine herausragende Rolle, wie etwa in deren Medizin, Religion und Mythologie. In diesen Gesellschaften ist das Ausmaß der Pflanzenblindheit auch geringer. Weitere Ursachen werden darin gesehen, dass die Evolution als eine lineare Entwicklung von „niedrigen“ zu „höheren“ Lebensformen missverstanden wird, obwohl eine solche Hierarchie nicht existiert – sondern nur eine unterschiedlich gute Anpassung an den jeweiligen Lebensraum. In einer solchen „Weiterentwicklung“ nehmen Pflanzen einen tieferen Rang ein als Tiere.
Ein weiterer Entstehungsfaktor wird in der fortschreitenden Urbanisierung gesehen: Im Alltag von Stadtbewohnern spielen Pflanzen eine geringe Rolle.

## Kritik
Gegen den Begriff der „Pflanzenblindheit“ wird angeführt, dass die menschliche Wahrnehmung auch gegenüber zahlreichen anderen Lebewesen verzerrt sei – vor allem jenen ohne Wirbelsäule und ohne menschenähnliche Augen. So werden nicht nur Pflanzen, sondern auch Insekten im Biologieunterricht vernachlässigt – obwohl sie mehr als 60 Prozent der (bislang beschriebenen) Tierarten ausmachen.